# Sildenafil
Sildenafil sau citrat de sildenafil, este un medicament ce aparține grupului de medicamente denumite inhibitori ai fosfodiesterazei de tip 5 (PDE5). Medicamentele din această grupă au o acțiune vasodilatatoare. Este comercializat sub denumirea Viagra sub formă de comprimate de 25, 50 și 100 mg, pentru creșterea potenței masculine, prin efectul vasodilatator, de stimulare a erecției penisului.
Citratul de sildenafil a fost sintetizat pentru prima oară în anul 1998 de cercetători de la uzina de medicamente a firmei Pfizer din Sandwich, Kent, Marea Britanie, care a început să producă medicamentul sub denumirea de Viagra.
Inițial testele au avut în vedere o viitoare utilizare a substanței ca tratament pentru boli cardiovasculare - hipertensiune arterială și angină pectorală.
Principalele produse concurente de pe piață sunt Tadalafil (Cialis), Vardenafil (Levitra). Sildenafil intră în compenența mai multor medicamente cu efecte asemănătoare sub denumirea de „generic Viagra”: Teva, Actavis, Kamagra, Silagra, Edegra, Penegra, Zenegra etc. În majoritatea țărilor unde sunt produse, aceste medicamente se eliberează numai pe rețetă medicală.

## Mecanism de acțiune
Sildenafil acționează blocând enzima fosfodiesterază, care descompune o substanță numită guanozin monofosfat ciclic (GMPc). În timpul stimulării sexuale normale, GMPc este produs la nivelul penisului, unde determină relaxarea mușchiului
din țesutul spongios al penisului (corpora cavernosa). Aceasta permite afluxul de sânge, producând erecția. Prin blocarea descompunerii GMPc, Sildenafil reface funcția erectilă.

## Alte utilizări
Pe baza cercetărilor făcute s-a descoperit că și alte organe și țesuturi ale organismului reacționează la sildenafil. În afară de acțiunea sa de potențare a masculinității,  noile indicații și recomandări ale medicamentului privind folosirea pentru diverse probleme de sănătate includ:
- Hipertensiunea arterială pulmonară, în care sildenafilul acționează relaxând pereții vaselor pulmonare. Compania Pfizer a pus pe piață un alt produs ce conține aceeași substanță, (Revatio) sub formă de pastile rotunde, albe.
- Răul de altitudine, care apare la alpiniști în cazul expunerii la aerul rarefiat de la înălțimi mari, deoarece poate combate edemul pulmonar de altitudine.

Pe baza unor studii și mai recente, cercetătorii susțin că sildenafilul ajută direct inima, contribuind la refacerea structurii normale a miocardului, în cazul unor pacienți suferind de obezitate, diabet tip II și hipertrofie cardiacă. De asemenea, sildenafilul ar putea fi utilizat chiar pentru tratamentul melanomului malign, cea mai agresivă formă de cancer al pielii.

## Detectarea în fluide biologice
Sildenafilul și/sau N-desmetilsildenafilul, metabolitul său activ principal, pot fi cuantificați în plasmă, ser sau sânge integral pentru a evalua starea farmacocinetică la cei care primesc medicamentul în mod terapeutic, pentru a confirma diagnosticul la potențialele victime ale otrăvirii sau pentru a ajuta la investigația criminalistică. investigație într-un caz de supradozaj fatal.

## Calea de administrare
- Atunci când se administrează sildenafilul pe cale orală pentru disfuncția erectilă are ca rezultat un timp mediu până la debutul erecțiilor de 27 de minute (variind de la 12 la 70 de minute).[9]
- Utilizarea sub limbă a sildenafilului pentru disfuncția erectilă are ca rezultat un debut mediu de acțiune de 15 minute și durează în medie 40 de minute.[10]

Există, de asemenea, preparate spray de gură de sildenafil pentru un început mai rapid de acțiune.

## Contraindicații
În special la persoanele mai în vârstă  la cei hipertensivi sau cu boli cardiace s-au semnalat câteva accidente periculoase  sănătății.  Sildenafil acționează prin substanța activă Cytochrom-P450. Metabolizarea medicamentului prin acțiunea enzimelor duce la formarea de substanțe noi ca: Ketoconazol, Itraconazol, Erythromycin, Cimetidin, Ritonavir, sau Saquinavir, ce pot avea de asemenea acțiuni nocive asupra circulației sanguine și în general asupra organismului.

## Efecte secundare
Printre efectele secundare care au fost intr-un procent de ca. 10 %, se pot aminti: dureri de cap, înroșirea feței, dureri de stomac, rinită, halucinații, reducerea reflexelor nervoase, amețeli, dispepsii, constipații, înfundarea nasului, stare de erecție permanentă (priapismus), sau dureri musculare. S-au înregistrat și cazuri de tulburări a auzului sau de ischemii la nivelul nervului optic.